# Switzerland, Florida
Switzerland, Florida är ett kommunfritt område i St. Johns County i Florida i USA, beläget nära Fruit Cove. Den beräknade befolkningen i Switzerland är till antalet 18 063. 